# Abhishek Yadav
Abhishek Yadav (* 10. Juni 1980 in Kanpur) ist ein indischer Fußballspieler und spielt bei Mumbai FC und im indischen Nationalteam als Angreifer.
Das Sturmtalent machte schon in jungen Jahren durch eine hohe Trefferquote auf sich aufmerksam. Bei den Rashtriya Chemical Fertilizers wurde Abhishek Yadav bereits 1998 Topscorer in der Mumbai League. Mit der Mumbai University holte er 1999 die Universitäts-Meisterschaft und erzielte dabei in elf Einsätzen 25 Tore. Neben seiner Fußballkarriere studierte er dort und machte seinen Abschluss in Politikwissenschaften. Nach einem Jahr bei Mahindra United wechselte der Mittelstürmer 2001 für eine Saison zu den Churchill Brothers. Im Jahr 2002 unterzeichnete Yadav bei Mahindra United einen neuen Vertrag und gewann mit dem Verein in der Folgezeit alle wichtigen Titel in Indien. 2005/06 wurde man Meister und Pokalsieger, Mahindra gewann zudem den Durand Cup und die Mumbai League. Im Jahr 2007 wurde der neue Verein Mumbai FC gegründet und der Angreifer wechselte zu Mumbai in die 2. Liga, wo man sofort die Meisterschaft feierte und in die I-League aufstieg.
Abhishek Yadav wurde 2002 erstmals in die indische Fußballnationalmannschaft eingeladen und konnte im gleichen Jahr den Sieg im LG Cup feiern, wo im Finale Vietnam bezwungen wurde. 2008 wurde er mit Indien Sieger des AFC Challenge Cup, wodurch sich das Nationalteam gleichzeitig zum ersten Mal seit 24 Jahren für die Asienmeisterschaft 2011 qualifizieren konnte. Zudem gewann Yadav mit der Nationalmannschaft 2007 und 2009 den Nehru Cup.